# 奇里乞亚的贝勒尼基
奇里乞亚的贝勒尼基（英語：Βερενίκη，28年—79年後），又譯百尼基，她是罗马帝国附属国犹大地王后，希律王朝一员，希律亚基帕一世和賽普羅斯之女，希律亚基帕二世的姐妹。她曾三次结婚，第二任丈夫为哈尔基斯的希律。后和罗马皇帝提圖斯有暧昧关系。
關於她的生活和背景，我們所知甚少，她的資料主要來自早期歷史學家弗拉維奧·約瑟夫斯，他詳細描述了猶太人的歷史，並撰寫了公元67年猶太人起義的記述。蘇埃托尼烏斯、塔西佗、卡西烏斯·狄奧、奧勒留·維克多和尤維納利斯也都寫到了她。《使徒行傳》中也提到了她。然而，自文藝復興以來，她主要以放蕩的愛情生活而聞名。她的名聲源自於羅馬人對克麗奧佩脫拉或後來的芝諾比婭等東方公主的偏見。在她40多歲時經歷了兩次婚姻並喪偶後，她餘生的大部分時間都在希律亞基帕二世的宮廷中度過，有傳言說兩人有亂倫關係，儘管這既沒有得到證實也沒有得到反駁。在第一次猶太-羅馬戰爭期間，她與未來的羅馬皇帝提圖斯·弗拉維烏斯·維斯帕先（Titus Flavius Vespasianus）開始了一段戀情。然而，她在羅馬人中不得人心，迫使提圖斯在公元79年即位後將她廢黜。兩年後，提圖斯去世，她也從歷史記錄中消失了。